# District de Kagoshima
Le district de Kagoshima (鹿児島郡, Kagoshima-gun) est un district de la préfecture de Kagoshima au Japon.
Au 1er novembre 2014, sa population était de 1 136 habitants pour une superficie de 132,72 km2.

## Communes du district
- Mishima
- Toshima